# 소티재로
소티재로(Sotijae-ro)는 경상북도 포항시 북구 우현동 우현사거리와 흥해읍 성곡리 성곡 나들목을 잇는 경상북도의 도로이다.

## 주요 경유지
경상북도
- 포항시 북구 (우현동 - 흥해읍)

## 노선
전 구간 국도 제7호선에 속하기 때문에 이에 대한 노선 표기는 생략한다.
| 이름            | 접속 노선                             | 소재지 | 소재지      | 비고 |
| --------------- | ------------------------------------- | ------ | ----------- | ---- |
| 우현사거리      | 국도 제7호선 (중앙로) 새천년대로      | 포항시 | 북구        |      |
| 의현 교차로     | 영일만대로                            | 포항시 | 북구 흥해읍 |      |
| 달전교          |                                       | 포항시 | 북구 흥해읍 |      |
| 고현교          | 달전로 도음로 성곡길                  | 포항시 | 북구 흥해읍 |      |
| 성곡 나들목     | 국도 제7호선 국도 제28호선 (동해대로) | 포항시 | 북구 흥해읍 |      |
| 동해대로와 직결 |                                       |        |             |      |

## 주요 건물 및 시설
- 포항시화장장 (경상북도 포항시 북구 소티재로 69-12)
- 영신중학교, 영신고등학교 (경상북도 포항시 북구 소티재로 107)
- 포항명도학교 (경상북도 포항시 북구 소티재로 133)
- 영남에너지서비스 (경상북도 포항시 북구 소티재로 208)